# 夏瀬温泉
夏瀬温泉（なつせおんせん）は、秋田県仙北市田沢湖卒田にある温泉。

## 泉質
- ナトリウム - 硫酸塩泉（低張性弱アルカリ温泉）PH 8.1
  - 源泉温度：41.0℃（気温 16.5℃時）
  - 飲泉可能な温泉である。
- 湯出方式：源泉掛け流し（100% 加水、濾過なし）。
- 加温：温度調性の為に、加温をする場合あり。（冬期間）

## 温泉地
一軒宿の「都わすれ」が存在する。日帰り入浴（専用大浴場）も可能で、宿泊者は、各部屋に専用露天風呂を置いている。
夏瀬ダムや抱返り渓谷（県立自然公園）が近くにある。

## 歴史
- かつて現在とは別経営者による一軒宿が存在したが、2004年11月で閉鎖した。2005年8月に。乳頭温泉郷妙乃湯温泉にて一軒宿「妙の湯」を運営している企業が運営に名乗り上げ、「都わすれ」として再開した。
- テレビ番組ザ・ベストハウス123（2007年1月21日放映）にて、「癒しの宿BEST3」の1位として紹介された。
- その後、2007年夏に空港（夏瀬温泉-秋田空港間、要予約）送迎ならびに、エステサービスを開始。

## アクセス
- 鉄道+タクシー：秋田新幹線「田沢湖駅」もしくは「角館駅」下車。タクシーで約30分。
  - 田沢湖線「神代駅」もしくは、刺巻駅下車。タクシーで約15分。
- バス：羽後交通、生保内線「出口」停留所下車。徒歩約8km。
- 車：東北自動車道盛岡ICより、国道46号経由で約1時間30分。
  - 秋田自動車道協和ICより、国道341号・国道46号経由で、約1時間15分。
- 飛行機：秋田空港より送迎ヘリコプター（2名以上の要予約。42000円前後）で15分。

冬期間は安全のため、宿送迎の車での移動のみ可能。（要予約）